# GNOME 影片
（原）是一套在类操作系统上运行的多媒体播放器，建基於桌面环境。默认的多媒体引擎是，但亦可使用程式库。在得到（现在）设为默认的多媒体播放器后大受欢迎。

## 特色
- 可用或作为引擎
- 与及紧密结合
- 可播放，与数码（经由支持）
- 可调整亮度，对比度，色调及饱和度
- 可以在上实现全屏，支持双头输出及视口
- 可改变长宽比，重新将影片的大小依比例改变
- 支持多语系及字幕，而且自动载入外挂字幕
- 支持4.0，4.1，5.0，5.1声道，立体声与AC3音频输出
- 可调校音量
- 提供音频视觉化插件
- 可设定电视输出，而且可选择解析度
- 支持
- 支持，与播放清单
- 提供可重播及搁置模式的播放清单，可由滑鼠改变播放次序及储存特色。
- 可撷取截图
- 用来支持 （页面存档备份，存于）
- 以图示预览动画
- 插件
- 支持东亚右至左语言